# Pirnowe
Pirnowe (ukr. Пірнове) – wieś na Ukrainie, w obwodzie kijowskim, w rejonie wyszogrodzkim, siedziba hromady. W 2001 liczyła 669 mieszkańców, spośród których 635 wskazało jako ojczysty język ukraiński, 33 rosyjski, a 1 białoruski.